# Fiestas nacionales en Corea del Sur

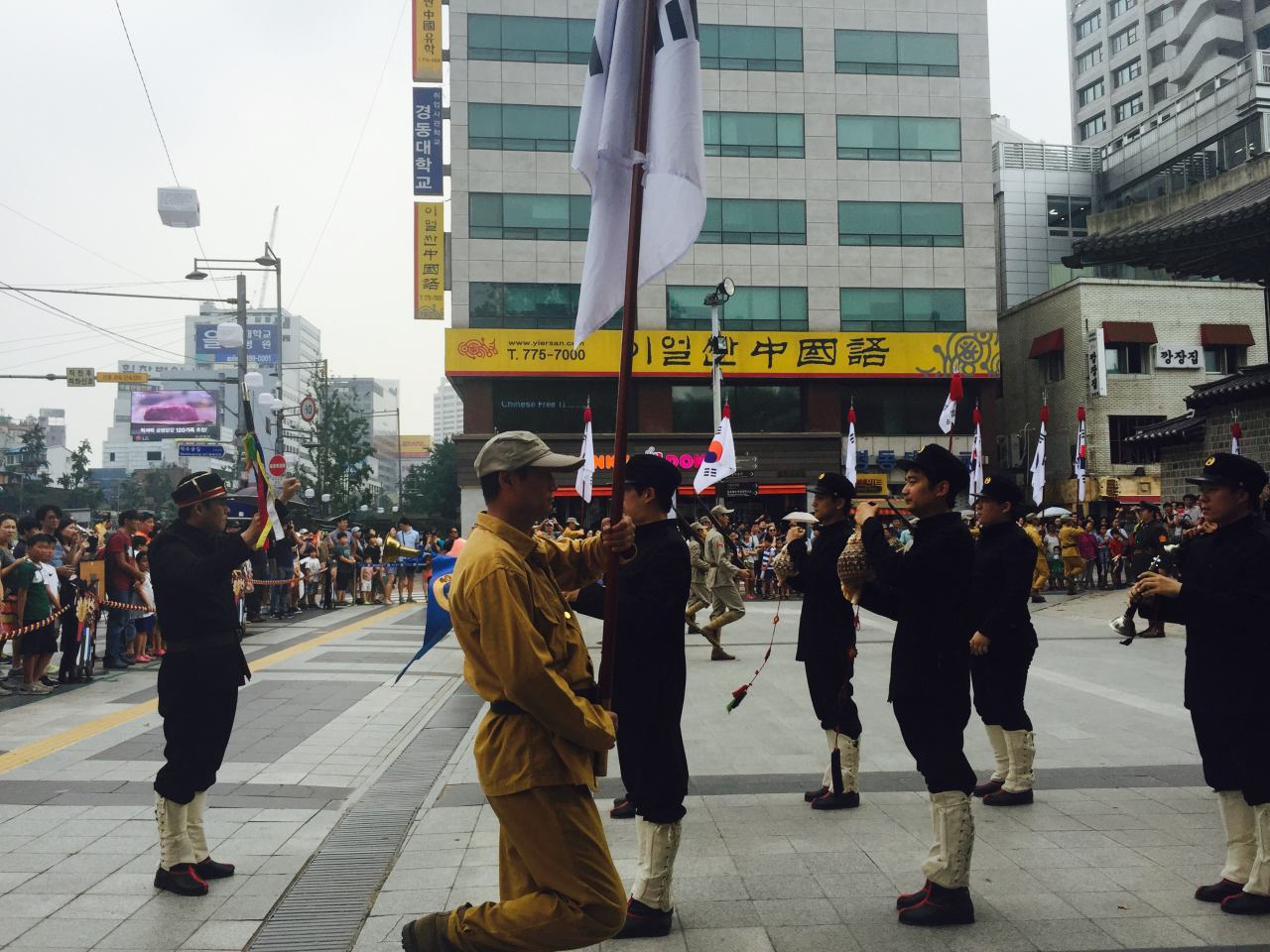
Celebración del "Día de la Liberación" (15 de agosto).

Los días festivos en Corea del Sur pertenecen a una o más de tres categorías:
Día nacional (coreano: 국경일; hanja: 國慶日)
Día de izamiento de la bandera nacional (coreano: 국기게양일; Hanja: 國旗揭揚日)
Día festivo (coreano: 공휴일; Hanja: 公休日)
Cada categoría tiene una base legal diferente. Todos los días nacionales son también días de izamiento de la bandera de Corea del Sur.

## Lista de días festivos en Corea del Sur
| Nombre en español | Nombre coreano                                             | Transliteración                                                                 | Fecha                                          | Notas | Día de celebración nacional | Izamiento de bandera | Día libre       |
| --- | ---------------------------------------------------------- | ------------------------------------------------------------------------------- | ---------------------------------------------- | --- | --------------------------- | -------------------- | --------------- |
| Año nuevo | 신정                                                       | Sinjeong                                                                        | 1 de enero                                     | El nombre oficial de la festividad significa Día de Año Nuevo del nuevo calendario | no                          | no                   | sí              |
| Año nuevo coreano | 설날                                                       | Seollal                                                                         | 1° día del 1° mes lunar                        | También llamado Seol (설) o Gujeong (구정 ()). El primer día del calendario lunar. Es una de las fiestas tradicionales coreanas más importantes y se considera una fiesta más importante que el día de Año Nuevo gregoriano. | no                          | no                   | sí (3 días)     |
| Movimiento Primero de marzo | 3ㆍ1절                                                     | Samiljeol                                                                       | 1 de marzo                                     | Este día conmemora el Movimiento del 1 de marzo de 1919. El 1 de marzo de este año, 33 nacionalistas y estudiantes coreanos declararon la independencia de su nación en Seúl. Inició una protesta civil a nivel nacional y fue un catalizador para el establecimiento del Gobierno Provisional de la República de Corea (13 de abril de 1919). | sí                          | sí                   | sí              |
| Día del niño | 어린이날                                                   | Eorininal                                                                       | 5 de mayo                                      | El día en que se estima la personalidad de los niños y se planifica su felicidad. En Corea, el Día del Niño comenzó el 1 de mayo de 1922, cuando 8 personas, incluido Bang Jeong-hwan (방정환) declararon el día y celebraron un aniversario. En 1946, el día cambió al 5 de mayo y se convirtió en día festivo en 1975. | no                          | no                   | sí              |
| Cumpleaños de Buda | 부처님 오신 날                                             | Bucheonnim Osinnal                                                              | 8° día del 4° mes lunar                        | Anteriormente llamado Seokgatansinil (석가탄신일 ()); también conocido como Sawol Chopail (사월 초파일 ()). El cumpleaños de Buda Gautama. | no                          | no                   | sí              |
| Día de los Caídos | 현충일                                                     | Hyeonchung-il                                                                   | 6 de junio                                     | El día conmemora a los hombres y mujeres que fallecieron en el servicio militar o en el movimiento independentista. En este día, se lleva a cabo una ceremonia de conmemoración nacional en el Cementerio nacional de Seúl el Cementerio Nacional de Daejeon. | no                          | media asta           | sí              |
| Día de la Constitución | 제헌절                                                     | Jeheonjeol                                                                      | 17 de julio                                    | El día celebra la promulgación de la Constitución de Corea del Sur en 1948. | sí                          | sí                   | no (desde 2008) |
| Día de la Liberación | 광복절                                                     | Gwangbokjeol                                                                    | 15 de agosto                                   | El día celebra la liberación nacional del Imperio de Japón en 1945. El mismo día de 1948, se estableció el gobierno de la República de Corea. La palabra Gwangbok (광복 ()) significa "restauración de la luz". | sí                          | sí                   | sí              |
| Chuseok | 추석                                                       | Chuseok                                                                         | 15° día del 8° mes lunar                       | También llamado Han-gawi (한가위 ()). Cosecha tradicional coreana y Festival del Medio Otoño. Junto con el Año Nuevo coreano, es una de las fiestas tradicionales coreanas más importantes. Como celebración de la buena cosecha, los coreanos visitan sus pueblos ancestrales y se deleitan con la comida tradicional. | no                          | no                   | sí (3 días)     |
| Día de la Fundación Nacional | 개천절                                                     | Gaecheonjeol                                                                    | 3 de octubre                                   | El día celebra la fundación de Gojoseon, el primer estado de la nación coreana. Samguk Yusa, Dangun fundó Gojoseon el tercer día del décimo mes lunar en 2333 a. C. Actualmente, los surcoreanos celebran su fundación nacional el 3 de octubre según el calendario gregoriano, por conveniencia. Gaecheonjeol significa "Día del cielo abierto". | sí                          | sí                   | sí              |
| Día del alfabeto coreano | 한글날                                                     | Hangeulnal                                                                      | 9 de octubre                                   | El día conmemora la invención (1443) y la proclamación (1446) del hangul, el alfabeto nativo del idioma coreano. El rey Sejong el Grande, inventor del hangul, es uno de los gobernantes más honrados de la historia de Corea. | sí                          | sí                   | sí              |
| Navidad | 크리스마스/기독탄신일                                      | Christmas/Gidoktansinil                                                         | 25 de diciembre                                | Comúnmente llamado Seongtanjeol (성탄절 ()), especialmente entre los cristianos coreanos. | no                          | no                   | sí              |
| Jornadas electorales para las elecciones por terminación de mandatos a que se refiere el artículo 34 de la Ley de Elecciones de Funcionarios Públicos | 「공직선거법」 제34조에 따른 임기만료에 의한 선거의 선거일 | Gongjikseongeobeop jesamsipsajoe ttareun imgimanryoe uihan seongeoeui seongeoil | Sin día fijo, pero se hacen en días miércoles. | Véase Elecciones en Corea del Sur. Es comúnmente llamado Seongeoil (선거일 ()) o Seongeonal (선거날 ()) (Día de elecciones). La fecha de este feriado se limita al día regular de las elecciones presidenciales, el día de las elecciones legislativas y el día de las elecciones locales (excluyendo el día de la votación anticipada, el día de las elecciones parciales, el día del referéndum o el día de las elecciones no programadas causadas por un juicio político similar). | no                          | no                   | sí              |

## Días de celebración nacional
Estos días celebran eventos considerados alegres para Corea. Al principio, el Día de la Declaración de la Independencia (1 de marzo) se estipuló por primera vez en 1946. Después del establecimiento del Gobierno de la República de Corea en 1948, cuatro días principales de celebración nacional ( Día de la Declaración de la Independencia, Día de la Constitución, Día de la Liberación, Día de la Fundación Nacional) fueron proporcionados por la "Ley sobre los días de celebración nacional" (국경일에관한법률) en 1949. En 2005, el Día del hangul se convirtió en el quinto día de celebración nacional.

## Días de izado de la bandera nacional
Todos los Días de Celebración Nacional, Día de los Caídos (a media asta), Día de las Fuerzas Armadas están previstos en el artículo 8 de la "Ley de la Bandera Nacional" (대한민국국기법 제8조). En estos días, se promueve el izado del taegukgi en cada casa y a lo largo de cada camino.

## Días libres públicos
Los proporciona el "Reglamento sobre vacaciones de las agencias públicas" (관공서의 공휴일에 관한 규정) Este reglamento se aplicaba originalmente solo a las oficinas gubernamentales y públicas, pero la mayoría de las oficinas comerciales individuales también lo cumplen.